# Виша (Светлогорский район)
Виша (бел. Віша) — деревня в Давыдовском сельсовете Светлогорском районе Гомельской области Республики Беларусь.
Поблизости находится месторождение нефти, первая промышленная партия получена в 1967 году.

## География

### Расположение
В 27 км на юго-запад от Светлогорска, 28 км от железнодорожной станции Светлогорск-на-Березине (на линии Жлобин — Калинковичи), 137 км от Гомеля.

### Гидрография
На реке Виша (приток реки Ипа).

## Транспортная сеть
Автодорога связывает деревню со Светлогорском и Паричами. Планировка состоит из 2 улиц, которые расходятся в разных направлениях. Застроена двусторонне деревянными усадьбами.

## История
Согласно письменным источникам известна со второй половины XIX века как селение в Крюковичской волости Речицкого уезда Минской губернии. В 1908 году рядом находилось одноимённое поместье.
В 1925 году деревня, посёлок и фольварк. В конце 1920-х годов они объединены в один населённый пункт. В 1930 году организован колхоз. В 1939 году в деревню переселены жители посёлков Подлесок, Подмежевщина, Сергеевка, хутора Белое Болото и Марги. Во время Великой Отечественной войны в феврале 1943 года оккупанты сожгли 59 дворов и убили 100 жителей. Согласно переписи 1959 года располагался клуб.
До 16 декабря 2009 года в составе Полесского сельсовета.

## Население

### Численность
- 2004 год — 46 хозяйств, 71 житель

### Динамика
- 1908 год — 32 двора, 146 жителей; в одноимённом поместье 15 жителей
- 1925 год — деревня 27 дворов, посёлок 26 дворов и фольварк 6 дворов
- 1940 год — 64 двора, 259 жителей
- 1959 год — 314 жителей (согласно переписи)
- 2004 год — 46 хозяйств, 71 житель